# Rue Anatole-France (Noisy-le-Sec)
Pour les articles homonymes, voir Rue Anatole-France.
La rue Anatole-France à Noisy-le-Sec est l'une des artères principales de cette ville, sur le tracé de la route départementale D 117.

## Situation et accès
La rue est desservie par le futur prolongement de la ligne 1 du tramway d'Île-de-France, et la station de métro Romainville - Carnot, en construction, à l'extremité sud de la rue.
Elle commence place Carnot à Romainville, passe le carrefour de la Vierge en laissant la rue du Parc sur sa gauche, puis longe le stade Huvier.
Elle se termine au carrefour de la rue Paul-Vaillant-Couturier, de la rue Jean-Jaurès et de la rue de Brément.

## Origine du nom

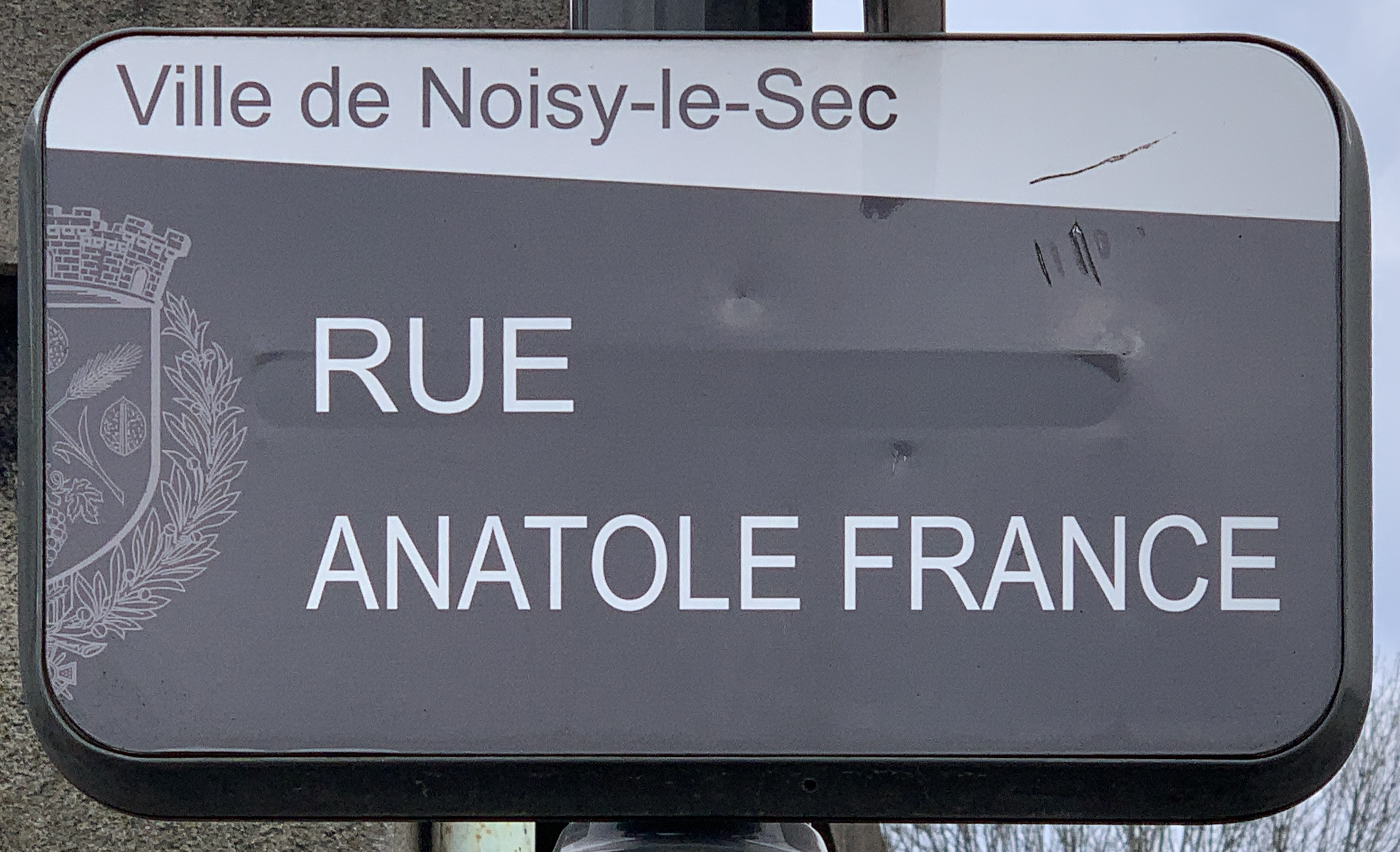
Plaque de la rue.

Elle porte le nom de l'écrivain français Anatole France.

## Historique
Cette voie était anciennement appelée la « rue du Goulet », nom venant du goulet de Noisy, un chemin resserré entre deux collines, menant à Romainville, mentionné dès 1315. Ce chemin qui allait de la place Carrouge (aujourd'hui place Jeanne d'Arc) à l'église Saint-Germain-l'Auxerrois de Romainville, a donné son nom à un quartier de Noisy-le-Sec.
Elle prend sa dénomination actuelle le 10 juillet 1925.

## Bâtiments remarquables et lieux de mémoire

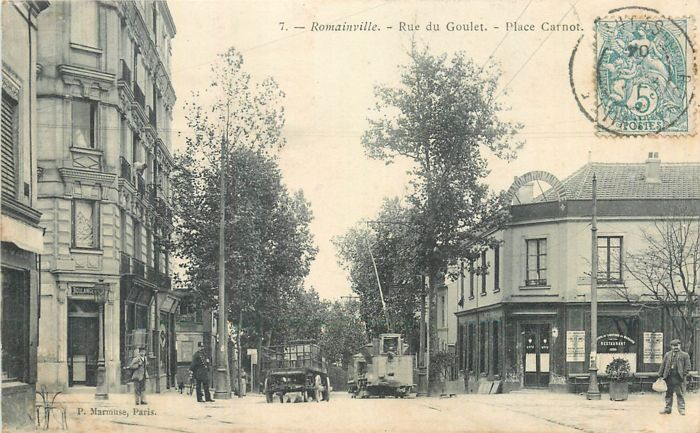
La rue du Goulet à la place Carnot.
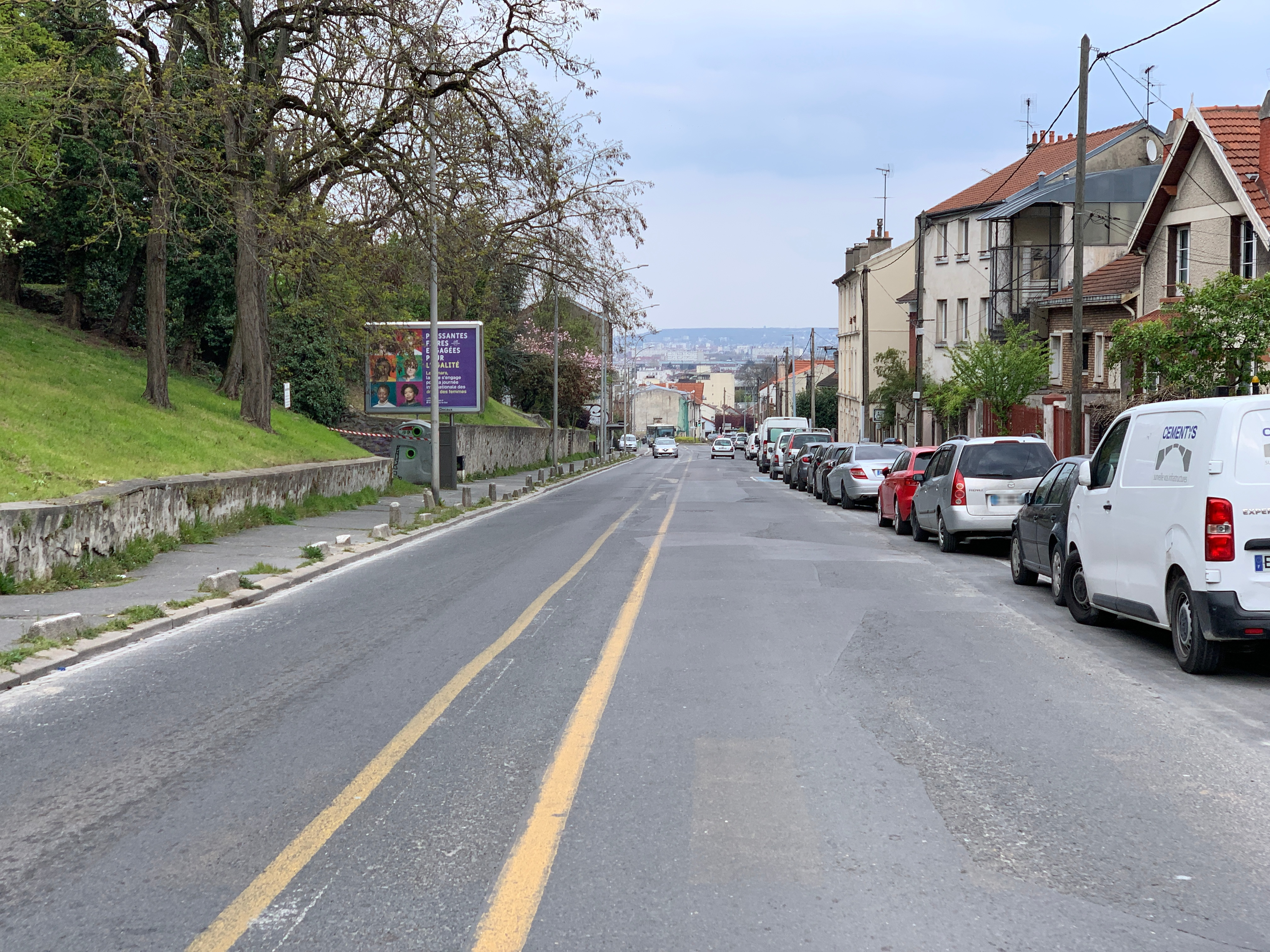
La rue en avril 2021.
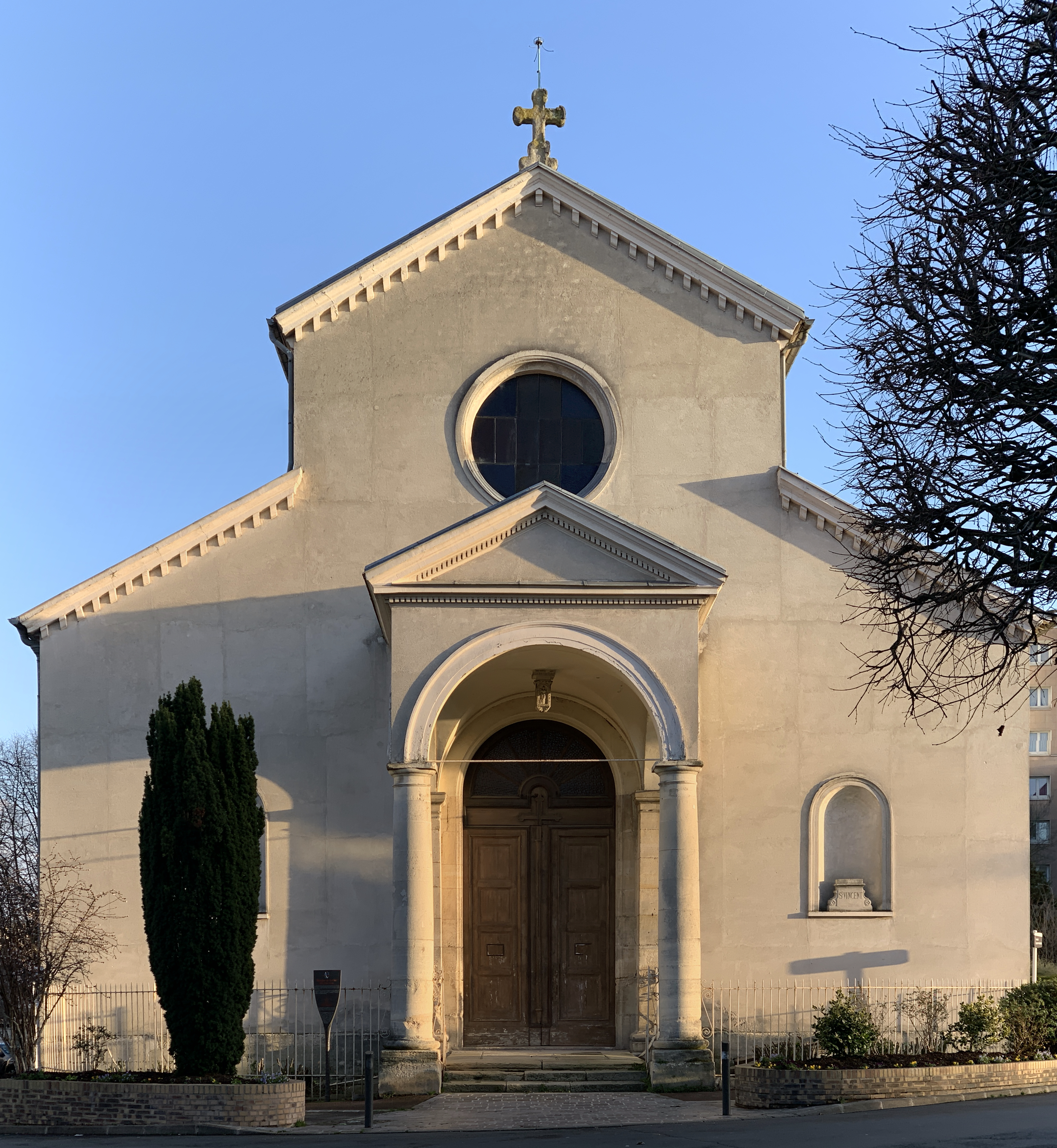
Église Saint-Étienne.
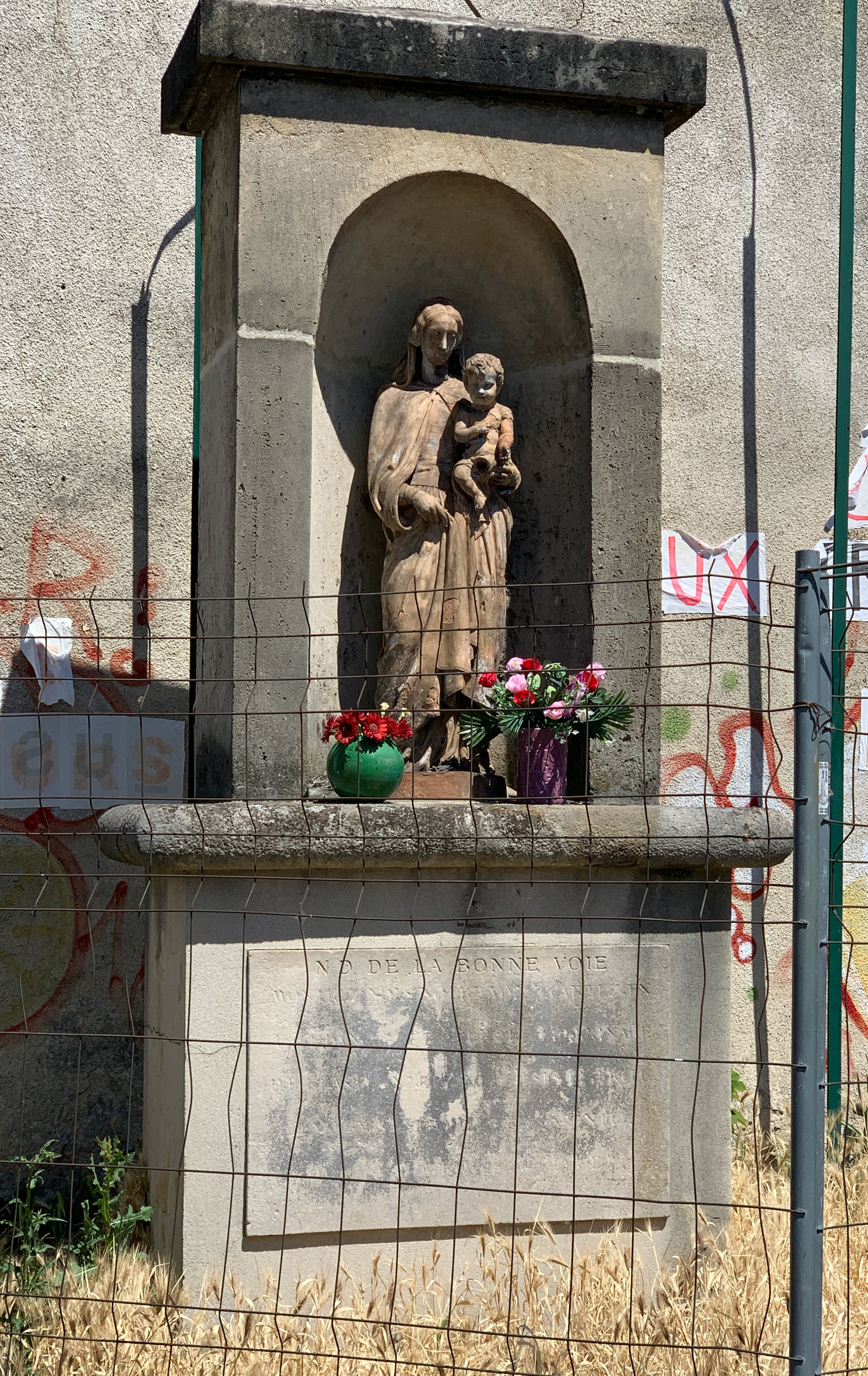
Statue de la Vierge.
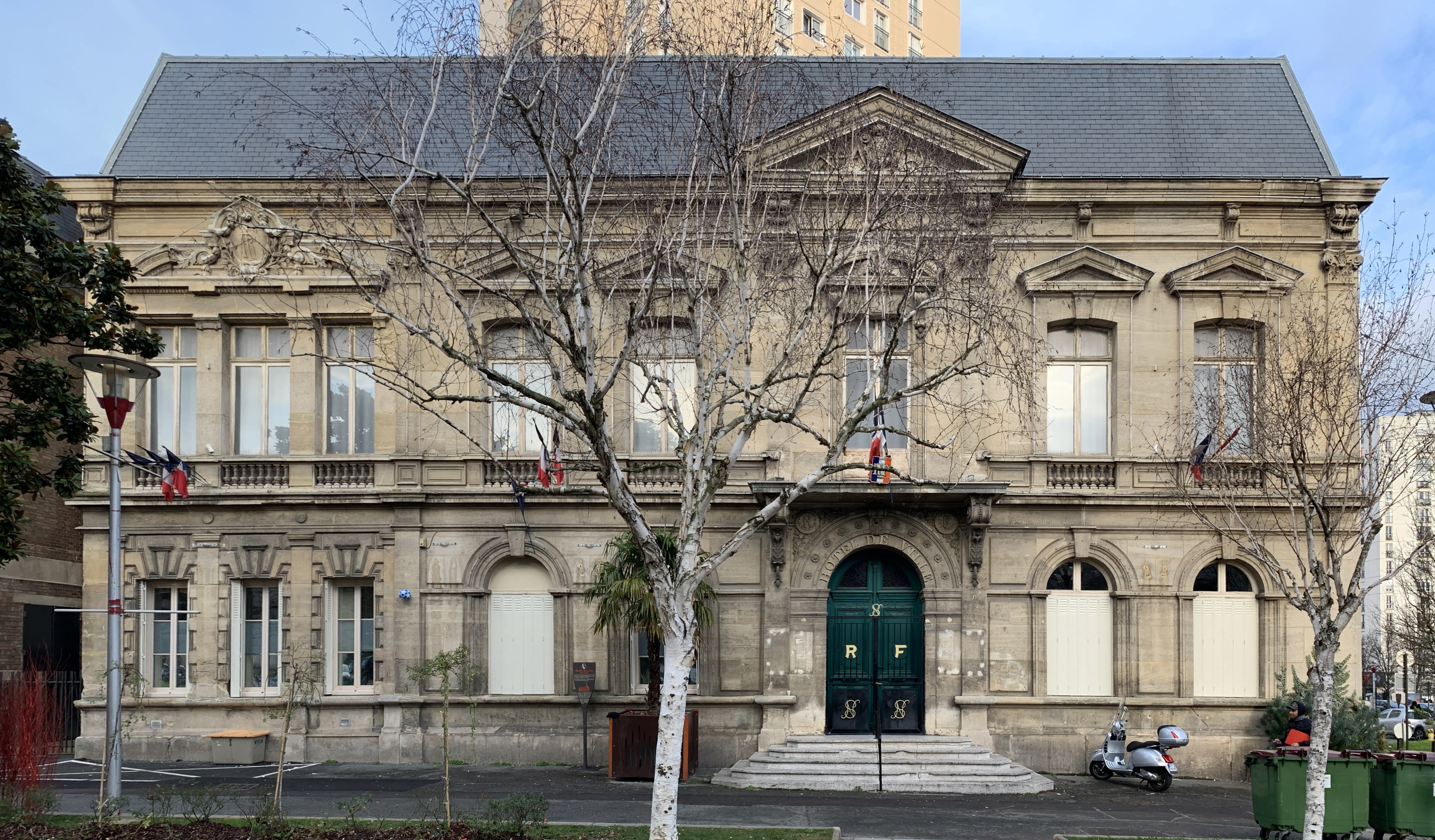
Mairie.

- Statue de Notre-Dame de Bonne Voie, située au carrefour de la Vierge.
- Église Saint-Étienne de Noisy-le-Sec attestée au Xe siècle, reconstruite en 1823.
- Hôtel de ville de Noisy-le-Sec.
- Une scène du film Une dame vraiment bien y fut tournée en 1908[5].